# Boston Garden
Boston Garden var en inomhusarena i Boston, Massachussetts i USA. Arkitekt var boxningspromotorn Tex Rickard. Arenan invigdes den 17 november 1928 med namnet "Boston Madison Square Garden", innan namnet ändrades efter cirka 30 år. Den användes som hemmaplan för lag som Boston Bruins och Boston Celtics, samt för konserter, boxning och professionell fribrottning. John F. Kennedy valtalade i arenan i november 1960. År 1997 revs arenan.

## Historik
Entreprenören och boxningspromotorn Tex Rickard försökte utöka sitt arenaimperium i USA och arenan byggdes till en kostnad av 10 miljoner dollar – mer än dubbelt så mycket som kostnaden för New Yorks arena tre år tidigare – och kom att bli den sista i serien, ett beslut som togs efter Tex Rickards död 1929, då kostnaderna skenat iväg. Första evenemanget i hallen hölls den 17 november 1928 och var en boxningsmatch där Dick Finnegan förlorade mot Andre Routis. Första lagsportevenemanget hölls tre dagar senare, en ishockeymatch där hemmalaget Boston Bruins förlorade mot Montreal Canadiens med 0-1.

### Fotnoter
1. 1 2  ”Two Years of Dickering Come to an End”. Boston Globe. 1 januari 1966. Läst 19 mars 2012.
2. 1 2 3  ”Bruins, Boston Garden sold”. AP. 28 augusti 1975. http://news.google.com/newspapers?id=DEZQAAAAIBAJ&sjid=QlgDAAAAIBAJ&pg=6270,2737031&dq. Läst 19 mars 2012.
3. 1 2  Hurwitz, Hy (7 september 1934). ”Garden-Arena Plan Adopted”. Boston Daily Globe. Läst 19 mars 2012.
4. ↑  ”Broadcasting firm merges with ownership of Bruins”. UPI. 8 december 1972. http://news.google.com/newspapers?id=DVAxAAAAIBAJ&sjid=4qEFAAAAIBAJ&pg=2083,2702962&dq. Läst 19 mars 2012.
5. ↑  ”BACKTALK; The Last Days of a Garden Where Memories Grew”. New York Times. 16 april 1995. https://www.nytimes.com/1995/04/16/sports/backtalk-the-last-days-of-a-garden-where-memories-grew.html.